# Серый человек (фильм)
«Серый человек» (англ. The Gray Man) — американский художественный фильм в жанре боевика и триллера режиссёров Энтони и Джо Руссо, которые также выступили в роли продюсеров. Сценарий написал Джо Руссо совместно с Кристофером Маркусом и Стивеном Макфили по мотивам одноимённого романа Марка Грини. Главные роли исполнили Райан Гослинг, Крис Эванс и Ана де Армас. Фильм стал самым дорогостоящим проектом сервиса Netflix с бюджетом 200 миллионов долларов и был задуман как начало полноценной франшизы на основе серии книг.
Премьера состоялась 22 июля 2022 года. Фильм получил неоднозначные отзывы кинокритиков — главным образом из-за неоригинального и предсказуемого сюжета.

## Сюжет
Сотрудник разведки Дональд Фицрой «просеивает» тюрьмы США в поисках подходящих кандидатов в группу агентов-ликвидаторов. Он предлагает Кортланду Джентри, отбывающему тюремное заключение за убийство отца-садиста, стать «серым человеком», сотрудником строго засекреченного подразделения ЦРУ «Сьерра». Кортланд соглашается и получает имя «Сьерра Шесть».
Спустя много лет Джентри, выполняя очередное задание, убивает агента Сьерра-Четыре и получает флэш-карту с компроматом на одного из самых высокопоставленных офицеров разведки, использующего службу в личных корыстных целях. Он пускается в бега. Коррумпированное начальство отправляет на его поиски бывшего коллегу Ллойда Хэнсена, ныне «вольного стрелка», — безжалостного психопата, который не останавливается ни перед чем. В распоряжении Хэнсена вся мощь ЦРУ. Джентри вступает в схватку, используя поддержку нескольких отставников и сотрудницы берлинского бюро ЦРУ Миранды.

## В ролях
| Актёр             | Роль                                         |
| ----------------- | -------------------------------------------- |
| Райан Гослинг     | Кортланд Джентри / Сьерра Шесть (Sierra Six) |
| Крис Эванс        | Ллойд Хэнсен                                 |
| Ана де Армас      | Дани Миранда                                 |
| Джессика Хенвик   | Сюзанна Брюэр                                |
| Реге-Жан Пейдж    | Денни Кармайкл                               |
| Джулия Баттерз    | Клэр Фицрой                                  |
| Дхануш            | Авик Сан                                     |
| Вагнер Моура      | Ласло Соса                                   |
| Элфри Вудард      | Маргарет Кэхилл                              |
| Билли Боб Торнтон | Дональд Фицрой                               |
| Каллэн Мулвей     | Дайнинг Кар                                  |
| Эме Иквуакор      | мистер Феликс                                |
| Даз Кроуфорд      | Маркхэм                                      |
| Роберт Казински   | Перини                                       |
| Деобия Опарей     | Дулин                                        |
| Крис Кастальди    | Доусон                                       |
| Шей Уигем         | отец Кортланда                               |

## Создание и релиз
Разработкой фильма занимались Netflix и компания AGBO, которая принадлежит братьям Руссо. Братья стали режиссёрами, а один из них, Джо, написал сценарий совместно с Кристофером Маркусом и Стивеном Макфили. Главные роли получили Райан Гослинг, Крис Эванс, Ана де Армас и Билли Боб Торнтон. С самого начала было известно, что создатели планируют запуск целой франшизы, способной соперничать с бондианой. «Идея такая, создать франшизу и построить целую вселенную, главным героем которой будет Райан. Мы полностью посвятим себя фильму, и будет здорово, если это приведёт нас ко второй части», — заявили Руссо в одном из интервью.
Бюджет фильма составил свыше 200 миллионов долларов, что сделало его самым дорогостоящим проектом в истории Netflix. Целью сервиса было не только заработать деньги на одной картине, но и радикально расширить аудиторию. Эксперты отмечали, что это очень амбициозный проект, реализация которого связана с серьёзным риском.
Полноценный трейлер был опубликован в сети стриминговым сервисом Netflix 24 мая 2022 года. Мировая премьера фильма состоялась 15 июля 2022 года в Лос-Анджелесе. В некоторых странах мира «Серый человек» вышел в ограниченный театральный прокат, а 22 июня он появился на Netflix.

## Оценки
На сайте-агрегаторе Rotten Tomatoes только 46 % отзывов оказались положительными, а средняя оценка составила 5.6/10. Консенсус сайта гласит: «„Серый человек“ — это типаж развлекательного боевика, усыпанный звёздным составом и наполненный пережитками из гораздо лучших фильмов». На Metacritic фильм получил 49 баллов из 100, что указывает на «смешанные или средние отзывы».
Фильм раскритиковали за избитый и скучный сюжет, за то, что звёздный актёрский состав получил слишком мало пространства для создания запоминающихся образов. Рецензент журнала Empire написал: «Фильм работает со шпионским жанром, не изобретая велосипед заново. Это динамичная и насыщенная развлекательная поездка с парой резких поворотов от Гослинга и Эванса». В Entertainment Weekly «Серого человека» охарактеризовали как «максималистский триллер-боевик, почти комично жестокий, неизменно бойкий и временами очень весёлый». В Total Film отметили, что «этот остросюжетный шпионский триллер включает в себя множество экшен-сцен — от солидных до великолепных — и избитый сюжет».
Отзыв в журнале The Globe and Mail гласит: «Плоский и вялый экшен в этом фильме возводит унылый зелёный фон в фильмах киновселенной Marvel до уровня Безумного Макса: Дороги ярости». Рецензент веб-издания IGN признал, что «Серый человек», «пытающийся копировать гораздо более качественные боевики, впустую тратит свой звёздный состав, давая ему мало поводов для демонстрации актёрской игры, кроме сцен с шутками. Хотя в конечном итоге его можно смотреть, большую часть времени фильм остаётся визуально и эмоционально неровным».
В 2022 году появлялись данные о начале работы над сиквелом и спин-оффом «Серого человека».